# ポンテヴィーコ
ポンテヴィーコ（伊: Pontevico）は、イタリア共和国ロンバルディア州ブレシア県にある、人口約6,900人の基礎自治体（コムーネ）。

## 地理

### 位置・広がり

#### 隣接コムーネ
隣接するコムーネは以下の通り。括弧内のCRはクレモナ県所属を示す。
- アルフィアネッロ
- バッサーノ・ブレシャーノ
- コルテ・デ・フラーティ (CR)
- ロベッコ・ドーリオ (CR)
- サン・ジェルヴァージオ・ブレシャーノ
- ヴェロラヌオーヴァ
- ヴェロラヴェッキア

### 地震分類
イタリアの地震リスク階級 (it) では、3 に分類される
。

## 行政

### 分離集落
ポンテヴィーコには、以下の分離集落（フラツィオーネ）がある。
- Bettegno, Campazzo, Chiesuola, Gauzza, Torchiera